# Schock (album)
Pour les articles homonymes, voir Schock.
Albums de Eisbrecher
Die Hölle muss warten Sturmfahrt
(2017)
Schock est le sixième album du groupe de metal industriel allemand Eisbrecher, sorti en 2015.

## Liste des morceaux
1. Volle Kraft voraus - 3 min 16 s
2. 1000 Narben - 3 min 55 s
3. Schock - 3 min 48 s
4. Zwischen uns - 3 min 38 s
5. Rot wie die Liebe - 3 min 50 s
6. Himmel, Arsch und Zwirn - 4 min 17 s
7. Schlachtbank - 3 min 06 s
8. Dreizehn - 3 min 29 s
9. Unschuldsengel - 3 min 52 s
10. Nachtfieber - 3 min 11 s
11. Noch zu retten - 4 min 38 s
12. Fehler machen Leute - 3 min 43 s
13. Der Flieger - 3 min 29 s
14. So oder so - 4 min 11 s